# Allèle

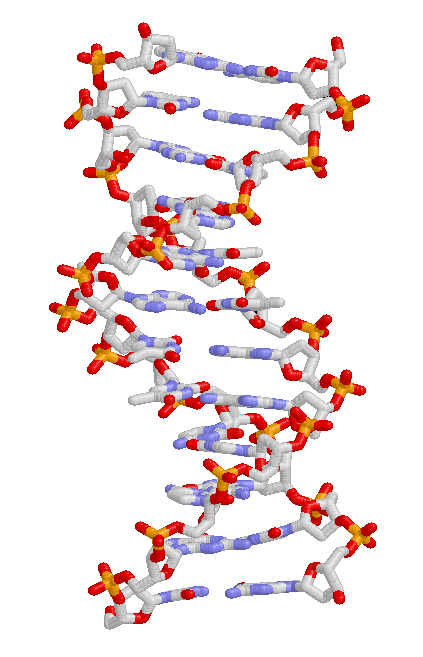
Représentation de l'ADN

Un allèle (abréviation d'allélomorphe) est une version d'un locus polymorphe. Il existe généralement quelques allèles pour chaque gène, mais certains gènes (par exemple ceux du CMH) possèdent plusieurs dizaines d'allèles. Les allèles d'une paire de chromosomes homologues peuvent être identiques, c'est l'homozygotie, ou différents, c'est l'hétérozygotie.
C'est ainsi qu'au sein d'une même espèce, le génome d'un individu est différent de celui d'un autre individu, c'est le polymorphisme génétique. Ce polymorphisme est également dû à l'apparition de mutations qui sont des variations de la séquence nucléotidique. Il peut donc exister dans les populations naturelles plusieurs séquences différentes d'ADN pour un même locus.

## Exemple
Dans le cas du gène déterminant le groupe sanguin ABO, situé sur le chromosome 9 humain (en 9q34.1-q34.2), l'un des allèles, A, code la présence de la molécule A à la surface du globule rouge, un autre, B, la présence de la molécule B, et un troisième allèle O, ne codant pas de molécule active, détermine, chez l'homozygote O/O, le groupe O.

## Présentation
Le gène est constitué d'une séquence de nucléotides, fragments unitaires de l'ADN, et situé sur une position particulière de l'ADN appelée locus. Un allèle constitue une version de ce gène pour un même locus. La séquence peut être modifiée de manière naturelle et (surtout) aléatoire au niveau d'un ou plusieurs nucléotides, on parle de mutation. Une mutation introduit une variation par rapport à la séquence de départ : la séquence modifiée constitue un nouvel allèle.
Dans une population, un gène peut donc exister sous plusieurs variantes, le locus et la fonction restant constants. On dit qu'un gène est polyallélique ou polymorphe s’il est représenté par plus de deux allèles ; on parle alors d'allèles multiples. Ceux-ci sont reconnus en tant que tels si leur fréquence allélique est supérieure à 1 %, c'est-à-dire s'ils se retrouvent à plus de 1 % dans une population.

### Autosomes
Dans une cellule diploïde, il y a deux allèles présents pour chaque gène autosomique, un allèle transmis par chaque parent. Les allèles transmis par les parents peuvent être identiques ou non. Chez l'être humain, chaque gène situé sur un autosome est présent en double exemplaire, l'un provenant du père, l'autre de la mère, dans les cellules dites somatiques qui sont diploïdes (c'est-à-dire toutes les cellules à l'exception des cellules reproductrices ou gamètes, spermatozoïdes et ovocytes). Dans les cellules reproductrices ou gamètes, qui sont haploïdes, un seul allèle est présent puisqu'au cours de la méiose il y a eu séparation des deux allèles portés par les deux chromosomes homologues, d'après la loi de Mendel dite de ségrégation ou pureté des gamètes.

### Gonosomes
En ce qui concerne les chromosomes sexuels, les gènes ne correspondent pas entre le chromosome X et le chromosome Y. Ils sont représentés en deux exemplaires chez la femme (XX), et un seul exemplaire chez l'homme (XY). D'où, par exemple, une fréquence du daltonisme de 7 % chez l'homme, et de 5/1000 chez la femme (7 % × 7 %) — fréquence génique de la mutation, tous types, protanope ou deutéranope, confondus, de 7 % — car le gène responsable est présent sur le chromosome X. Il suffit chez la femme qu'un allèle normal soit présent sur au moins l'un des deux chromosomes, car il peut compenser un allèle muté ; chez l'homme, la présence de l'allèle muté entraîne systématiquement la pathologie. Idem pour l'hémophilie, liée au chromosome X, touchant quasi exclusivement les hommes : les filles peuvent être atteintes d'hémophilie si leurs deux chromosomes X sont porteurs du gène défaillant, ce qui est statistiquement très rare.

## Relations entre allèles

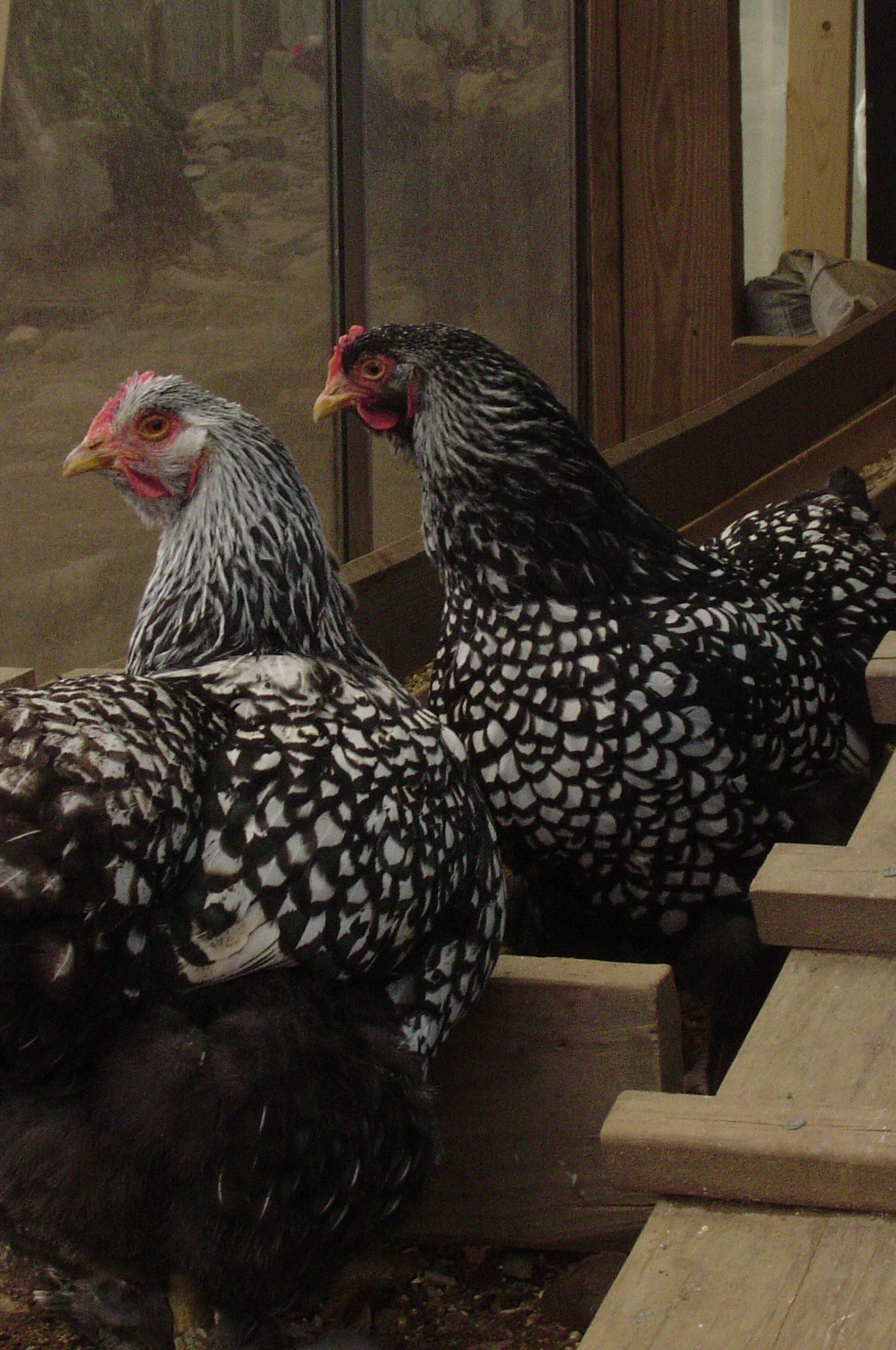
Chez la poule Wyandotte, les deux allèles qui déterminent le caractère de la couleur du plumage s'expriment dans une même proportion. Blanc et noir étant codominants, on obtient un plumage bigarré. En cas de dominance incomplète de ces deux allèles, le plumage aurait été entièrement gris.

Pour caractériser les relations entre allèles, on parle :
- d'allèle récessif pour l'état allélique d'un gène où l'homozygotie est nécessaire pour l'expression du phénotype approprié, au contraire d'un allèle dominant. Dans le cas du groupe sanguin chez l'Homme, le groupe O ne peut être que le résultat d'un génotype homozygote O/O, car l'allèle O est récessif. À l'inverse, l'allèle A est dominant car le génotype A/O se traduit par le groupe sanguin A ;
- d'allèles codominants, lorsque des allèles s'expriment en même temps et que le phénotype est l'expression conjointe des deux allèles, et que ce phénotype n'est pas le même que les phénotypes associés à l'état homozygote des deux allèles. Par exemple, les allèles A et B du groupe sanguin chez l'Homme, si présents chez le même individu, donnent le groupe sanguin AB. Les deux allèles ont une conséquence sur le phénotype ;
- de dominance incomplète : il arrive qu'aucun allèle ne soit totalement dominant ou récessif. Dans ce cas, lorsque deux allèles différents du même gène sont présents chez un même individu, le phénotype résultant est un mélange des phénotypes qu'on obtiendrait si un seul de ces allèles s'exprimait, à mi-chemin entre leurs caractéristiques respectives ;
- d'allèle létal, forme mutante d'un gène qui entraîne la mort de l'individu à l'état homozygote s'il est récessif ou hétérozygote s'il est dominant. Dans le cas d'un allèle létal dominant, il est éliminé lorsqu'il survient (mort de l'individu avant qu'il engendre une descendance) et il ne sera donc pas transmis ;
- d'allèle nul, allèle qui fournit un produit génique non fonctionnel. Dans le cas du groupe sanguin chez l'Homme, l'allèle O ne code pas pour une protéine fonctionnelle.

## Origine moléculaire des différentes relations entre allèles
Le phénomène de dominance et récessivité s'explique par la fonction même des gènes. En effet, un gène est une portion d'ADN. Après être transcrit en ARN, l'ADN est traduit sous forme d'acides aminés, ce qui donne des protéines. Ce sont ces protéines qui régissent les caractères.
Le fait qu'un allèle soit dominant ou récessif par rapport à un autre peut avoir plusieurs raisons :
- l'allèle récessif est souvent dû à une mutation de l'ADN. Les nucléotides qui le codent ne sont pas fonctionnels, et ne produisent pas de protéine, ou alors des protéines non fonctionnelles. C'est alors la protéine produite par l'allèle « sauvage » (l’allèle fonctionnel possédé originellement par l’espèce) qui influence le caractère en question. Dans ces cas-là, c'est l'absence de protéine qui fait l'expression du gène. On peut prendre l'exemple des individus albinos, qui n'ont pas de coloration de la peau à cause de l'absence de mélanine, qui n’est donc pas synthétisée ;

- la quantité de protéine nécessaire pour exprimer le caractère. Lorsque les deux allèles d'un gène sont identiques sur les deux chromosomes homologues, on dit que la quantité de protéine est maximale (100%). Pour les allèles dominants, l'expression du caractère ne nécessite que la moitié de la quantité maximale de protéine (50%), alors que pour les allèles récessifs, il faut 100 %.

Les cas plus nuancés de dominance trouvent eux aussi leurs origines dans l'expression moléculaire des gènes.
- Dans les cas de codominance, les deux allèles différents s’expriment tous les deux, et le caractère phénotypique qui en résulte contient les traits portés par chacun des deux allèles. Dans le cas du groupe sanguin chez l'Homme, le génotype A/B donne lieu à l'expression de la protéine A et de la protéine B, ce qui donne le groupe sanguin AB.

- La dominance incomplète, très rare, survient lorsque l’un des deux allèles ne produit pas de protéine (donc ne s’exprime pas), et que l’autre allèle n’est pas auto-suffisant, c’est-à-dire que la protéine synthétisée par cet allèle ne suffit pas à l’expression complète du caractère. Par exemple, dans le cas du muflier, la couleur rose des pétales est due à la présence conjointe d'un allèle « violet » et d'un allèle « blanc ». L’allèle « blanc », si présent seul, ne code pas pour une protéine fonctionnelle, et le phénotype obtenu est l'absence de couleur du pétale, d'où la couleur blanche de la fleur. L'allèle « violet » produit une protéine qui colore les pétales. Lorsque cette dernière est produite à 100%, si deux allèles « violet » sont présents chez l'individu, la couleur violette est intense, mais lorsque seule la moitié est produite, la couleur est moins forte, et donne une coloration rose aux pétales.